# Rosa Acle
Rosa Acle (1 de janeiro de 1919 - 11 de junho de 1990) foi uma pintora uruguaia nascida no Brasil e professora de Yoga .

## Infância e Juventude
Acle nasceu no Rio de Janeiro, Brasil, de um pai brasileiro, de origem libanesa, e uma mãe libanesa. Logo depois de seu nascimento, seus pais se mudaram para Montevidéu, Uruguai . Lá, Acle forjou o seu próprio caminho como líder do nascente movimento de arte Construtivismo na América do Sul.

## Início de Carreira
Rosa Acle teve aulas com o pintor construtivista Joaquín Torres-García em 1934 e 1935. Em 1935 Torres-García fundou a Asociación de Arte Constructivo (AAC), dedicada à promulgação do Construtivismo universal e indígena. As investigações locais da AAC sobre arte pré-colombiana foram complementadas por instrução programática em movimentos europeus de de vanguarda  – cubismo, neoplasticismo, construtivismo – através de palestras, transmissões de rádio e publicações. Incentivada por sua professora literária, a poetisa e escritora Esther de Cáceres, Acle ingressou na AAC em 1935. Em 1936, quando a artista tinha vinte anos, ja tinha uma resenha crítica da sua obra na revista <i id="mwGw">Círculo y Cuadrado</i> intitulada “ Uma Profissão de Fé ”. Em 1938 Acle ilustrou o livro “ Voces de Oriente ”, tradução em prosa de Khalil Gibrán, feita por Leila Neffa. Sua primeira exposição individual ocorreu em 1939 nos Amigos del Arte em Montevidéu. Torres García escreveu um prólogo para o catálogo intitulado " Rosa Acle y Construtivismo ". Lá ele expressou que ela era uma aluna dotada e comprometida com o mais alto nível de disciplina e normas éticas. Ele também enfatizou que ela era uma promotora do Construtivismo e afirmou que suas pinturas o lembravam da “arte persa e antiga caldéia”  Afirmando que, “essa característica que sem dúvida é de origem ancestral; um certo orientalismo que nos aproxima da antiga arte persa ou do aquecimento de Ur ou outra corrente relacionadada arte antiga, e que Rosa Acle nos dá com a mais livre e natural espontaneidade." As palavras de Torres-García testemunham a precocidade de Rosa Acle e o "assombro" que causou "sua rápida assimilação e compreensão da doutrina, bem como das regras dela derivadas.

## Europa e Austrália
Seu pai, Tufic Acle, era um empresário próspero e conservador que tinha dificuldade em controlar sua filha independente e talentosa. Preconceitos na família e no ambiente social dos anos 30 e 40 fariam o artista sair da AAC. Acle saiu para Paris com cartas de apresentação para os velhos amigos de Torres-García, Julio Gonzalez, Wassily Kandinsky, Jacques Lipchitz e Pablo Picasso. Foi também o período em que ela se envolveu com um grupo de hindus descobrindo o Hatha Yoga, uma prática que ela seguiu pelo resto de sua vida. Nesse mesmo ano, Rosa Acle visitou a Itália, Suíça, Egito, Java e chegou à Austrália quando a Segunda Guerra Mundial  começou. Por oito anos ela residiria na Austrália. Ela viveu em Melbourne até o final da guerra, pintando intensamente durante os primeiros anos, e se correspondia com seu professor Torres-García. Ela se casou e teve dois filhos. Tal como acontece com tantas artistas mulheres, o casamento, a maternidade e as vicissitudes da vida tornaram-se prioridade. Em uma carta a Lipchitz, com quem continuou a se corresponder, ela escreveu “procurando ser uma boa esposa e mãe, relegei todas as minhas preocupações estéticas ao meu subconsciente. No amor pelo meu marido, busquei socorro e sentido para as preocupações morais e religiosas que sempre me torturaram.”  Ela retornou a Montevidéu em 1947, deixando para trás toda a sua obra australiana, que nunca conseguiu recuperar. Infelizmente, a maioria de suas primeiras pinturas, desenhos e esculturas da AAC que foram deixadas em Montevidéu, foram descartadas e perdidas. Muito poucas peças de seus trabalhos anteriores permanecem. Embora tenha visitado seu ex-professor, Joaquin Torres-García, e continuado a trabalhar no estilo construtivista por muitos anos, Acle nunca fez parte de sua famosa oficina, El Taller.

## Carreira Posterior
Após seu divórcio e a morte de seu antigo professor, Torres-García, Acle regressou resumiu a à pintura com intensidade. Em 1956 casou-se novamente e deste segundo casamento nasceu uma filha. A partir de 1950, sua obra foi caracterizada por uma combinação entre um elemento imaginário de iconografia clássica, a filosofia hindu, a decoração oriental e o construtivismo torresgarciano. Na busca da verdade, ela tornou-se membro dos Rosacruzes, atraída pelo aspecto místico, que emerge em muitas de suas pinturas. Já em Montevidéu e impelida pela urgência econômica, ela dedicou-se ao ensino de yoga por 30 anos. O trabalho de Acle incorpora iconografia clássica, religiosa e indígena em composições arquitetônicas complexas e altamente estruturadas. Seu trabalho nunca foi amplamente exibido, mas é altamente considerado.